# Need a Favor
Need a Favor (englisch Brauche einen Gefallen) ist ein Lied des US-amerikanischen Sängers Jelly Roll. Es erschien am 9. Dezember 2022 über BBR Music Group als zweite Single aus seinem kommenden neunten Studioalbum Whitsitt Chapel.

## Inhalt
Need a Favor ist ein Country-Rock-Song, der von Jelly Roll (bürgerlich: Jason DeFord), Austin Nivarel, Joe Ragosta und Rob Ragosta geschrieben wurde. Der Text ist in englischer Sprache verfasst. Need a Favor ist 3:17 Minuten lang, wurde in der Tonart Fis-Dur geschrieben und weist ein Tempo von 158 BPM auf. Produziert wurde das Lied von Austin Nivarel. Das Lied handelt von einem Mann, der kurz davor steht, die Liebe seines Lebens zu verlieren. Da er nicht mehr weiß, an wen er sich wenden kann, fragt er Gott nach einem Gefallen, auch wenn er diesen nicht verdient hat.

„Das Lied handelt davon, in diesem dunkelsten Moment mit Gott zu sprechen. Dieser Moment, den jeder von uns hatte, als wir auf den Knien waren und ihm nach dem größten Gefallen unseres Lebens baten, wissend, dass wir seit einiger Zeit nicht mehr mit ihm gesprochen haben.“

Für das Lied wurde ein Musikvideo veröffentlicht, in dem Will Koberg die Hauptrolle spielt. Koberg spielt darin einen Vater, der seine schwerkranke Tochter in einem Krankenhaus besucht und in seiner Verzweiflung um Gottes Beistand bittet. Regie führte Patrick Tohill. Erstmals live gespielt wurde das Lied am Tag der Veröffentlichung im Rahmen von Jelly Rolls Konzert in der Bridgestone Arena in Nashville. Am 2. April 2023 sang Jelly Roll bei den CMT Music Awards das Lied mit einem Gospelchor. Am 2. Juni 2023, den Tag der Albumveröffentlichung, spielte Jelly Roll das Lied Need a Favor live auf dem Times Square in New York City für die ABC-Nachrichtensendung Good Morning America.

## Rezensionen
Rezensentin Jess vom Onlinemagazin Taste of Country beschrieb Need a Favor als ein „gutes Beispiel für Jelly Rolls ernste Erzählkunst und Demut“. Das Lied „sitzt auf einer düsteren Rockmelodie“ und bildet „einen anderen Sound für Mainstream-Country“. Lesley Janes vom Onlinemagazin The Nash News schrieb, dass es Jelly Roll „geschafft hat, perfekt einzufangen, dass jeder Menschen manchmal eine helfende Hand benötigt“. Kyle Akers vom Onlinemagazin Kyle’s Korner schrieb, dass „das Songwriting der schwächste Part des Liedes“ wäre, weil es sich „inkomplett anfühlt“ und „nicht viel zu sagen“ hätte. Akers vergab sechs von zehn Punkten.

## Kommerzieller Erfolg

### Chartplatzierungen
Im Juni 2023 schrieb Jelly Roll Chartgeschichte. Need a Favor ist das erste Lied, welches sich sowohl in den Top 10 der Country Airplay als auch der Mainstream Rock Airplay-Charts platzieren konnte.
| ChartsChartplatzierungen               | Höchstplatzierung | Wochen |
| -------------------------------------- | ----------------- | ------ |
| Vereinigte Staaten (Billboard)         | 13 (47 Wo.)       | 47     |
| Vereinigte Staaten (Billboard Country) | 3 (52 Wo.)        | 52     |
| Vereinigte Staaten (Billboard Rock)    | 1 (61 Wo.)        | 61     |

| ChartsJahrescharts (2023)              | Platzierung |
| -------------------------------------- | ----------- |
| Vereinigte Staaten (Billboard)         | 34          |
| Vereinigte Staaten (Billboard Country) | 5           |
| Vereinigte Staaten (Billboard Rock)    | 2           |

| ChartsJahrescharts (2024)      | Platzierung |
| ------------------------------ | ----------- |
| Vereinigte Staaten (Billboard) | 64          |

### Auszeichnungen für Musikverkäufe
| Land/Region               | Auszeichnungen für Musikverkäufe (Land/Region, Auszeichnung, Verkäufe) | Verkäufe  |
| ------------------------- | ---------------------------------------------------------------------- | --------- |
| Australien (ARIA)         | Gold                                                                   | 35.000    |
| Kanada (MC)               | Gold                                                                   | 40.000    |
| Vereinigte Staaten (RIAA) | 2× Platin                                                              | 2.000.000 |
| Insgesamt                 | 2× Gold · 2× Platin ·                                                  | 2.075.000 |